# Боківська сільська рада (Долинський район)
| Боківська сільська рада — орган місцевого самоврядування у Долинському районі Кіровоградської області з адміністративним центром у с. Бокове. Сільській раді підпорядковані населені пункти: - с. Бокове - с. Ганнівка |

### Колишні населені пункти
- Калинувате

## Склад ради
Рада складається з 16 депутатів та голови.

### Керівний склад ради
| ПІБ                        | Основні відомості                                                                  | Дата обрання | Дата звільнення |
| -------------------------- | ---------------------------------------------------------------------------------- | ------------ | --------------- |
| Грищенко Микола Григорович | Сільський голова, 1954 року народження, освіта, член Соціалістичної партії України | 26.03.2006   | 31.10.2010      |
| Грищенко Микола Григорович | Сільський голова, 1954 року народження, освіта вища, член Партії регіонів          | 31.10.2010   |                 |

Примітка: таблиця складена за даними джерела

## Населення
Згідно з переписом УРСР 1989 року чисельність наявного населення села становила 2728 осіб, з яких 1260 чоловіків та 1468 жінок.
За переписом населення України 2001 року в селі мешкали 2364 особи.

### Мова
Розподіл населення за рідною мовою за даними перепису 2001 року:
| Мова       | Відсоток |
| ---------- | -------- |
| українська | 95,03 %  |
| російська  | 3,65 %   |
| вірменська | 0,72 %   |
| молдовська | 0,30 %   |
| білоруська | 0,17 %   |
| угорська   | 0,13 %   |